# Cacaopera (El Salvador)
Cacaopera es un distrito del municipio de Morazán Norte del departamento de Morazán, El Salvador.

## Historia
Los pobladores de este sitio son descendientes de Kakawiras o Cacaoperas, grupo étnico proveniente de Nicaragua. Hacia el año 1550 su población era de 150 habitantes. En 1770 perteneció al curato de Osicala y en 1786 al Partido de Gotera. En 1824 fue anexado a San Miguel y desde 1875 forma parte de Morazán.

## Información general
El distrito cubre un área de 135,75 km² y la cabecera tiene una altitud de 520 m s. n. m. El topónimo ulúa Cacaopera significa «Huertas de cacao». Parte de sus tradiciones incluyen las danzas de los Negritos y los Emplumados. Asimismo, existen centros culturales como la Casa de Cultura, la Iglesia colonial construida en 1660 y el Museo Winakirika (que significa «Lo de nuestro pueblo»), parte de la Red de Museos Comunitarios de América; además existen otros atractivos naturales como la Cueva La Koquinca. 
Cacaopera pertenece a la denominada «Ruta de Paz», recorrido turístico en el departamento. 
Las fiestas patronales se celebran del 14 al 15 de agosto en honor de la Virgen del Tránsito. Además, algunas de las actividades religiosas en el marco de las fiestas de este municipio son:
- La iglesia parroquial realiza una procesión de su patrona.
- La feligresía elabora pequeños altares en sus viviendas.
- Presentaciones realizadas por habitantes de la zona de la danza de Los Negritos.[1]

## Patrimonio Histórico

### Iglesia colonial de Cacaopera
La parroquia de Cacaopera fue construida en 1660 y ha sido restaurada en varias ocasiones. Posee sorprendentes estructuras con paredes de casi cinco metros de ancho. Además, contiguo se encuentra un campanario que sostiene tres grandes campanas de bronce que datan de 1721.

### Museo Winakirika
El museo Guinakirika o Winakirika que significa “comunitario” en lengua Ulúa, exhibe las tradiciones de la población de Cacaopera. El lugar se divide en tres áreas:
- Área popular: Donde se exhiben artículos que reflejan el origen de la cultura, el arte y también la religión de los antepasados.
- Área arqueológica: Muestra fotografías de pinturas rupestres en las cuevas Unamá, además de Yarrawalaje. También exhibe objetos como piedras de moler, fragmentos de obsidiana, entre otros.
- Área histórica: donde se expone artículos relacionados con la historia del pueblo. Viejos registros civiles, joyas utilizadas en las ceremonias de bodas indígenas, documentos de la época colonial y también viejas monedas.[1]

## Personas destacadas

### Miguel Ángel Amaya Amaya
Miguel Ángel Amaya Amaya nació el 30 de junio de 1961 en Cacaopera y falleció el 10 de agosto de 2015. Fue un famoso líder espiritual de los Kakawiras y también un sobresaliente escritor sobre la historia de su pueblo.
Realizó investigaciones sobre costumbres, folclor y lenguas indígenas del norte de Morazán, que después reunió en el libro “Historia de Cacaopera” de 1985. Además, Amaya fundó en su casa el museo Winakirika y fue el coordinador de la organización indígena Winaka de Cacaopera.

## Datos geográficos
Sus límites fronterizos son: Al norte con Joateca y Corinto, al este con Corinto, al sur con Sociedad y Lolotiquillo y al oeste con Yoloaiquín, Delicias de Concepción, Osicala y, finalmente, Meanguera.
Se divide en siete cantones y 63 caseríos. Finalmente, sus cantones son: Agua Blanca, Calavera, Estancia, Guachipilin, Junquillo, Ocotillo y Sunsulaca.